# Almere
Almere (uitspraakⓘ) is een stad en gemeente in de Nederlandse provincie Flevoland, in de polder Zuidelijk Flevoland. De gemeente telt 226.500 inwoners en heeft een totale oppervlakte van 248,77 km², waarvan 129,19 km² land en 119,58 km² water (22 november 2024, Bron: CBS).
Almere grenst aan de landzijde aan de gemeenten Lelystad en Zeewolde. Aan zijn waterkant ligt Almere aan het Gooimeer, IJmeer en Markermeer. De stad ligt onder zeeniveau (2 tot 5 meter), en ongeveer evenveel onder het niveau van de genoemde meren.
Almere is in het laatste kwart van de twintigste eeuw opgezet als tweede grotere stad in de provincie Flevoland. Het oudste gedeelte van Almere is Almere Haven; de eerste woningen werden er opgeleverd in 1976. Almere is Lelystad, de hoofdstad van Flevoland met ruim 84.000 inwoners (2024), in inwonertal ver voorbijgestreefd. Na 25 jaar, in 2001, had Almere al 150.000 inwoners. In 2017 bereikte de stad het inwonertal van 200.000, waarmee zij qua bevolking de achtste gemeente van het land was (direct na Tilburg en ruim voor Breda).

## Naam
De stad Almere is vernoemd naar het water genaamd Almere. Dit was in de middeleeuwen een meer of binnenzee, ongeveer waar nu het IJsselmeer ligt. Volgens sommigen is 'Almere' een Germaanse naam voor ‘groot meer', waarbij het woorddeel ‘mere' een Middelnederlandse vorm is van het moderne 'meer'. Het Germaanse 'ala' is zeer verwant met ons woord 'al', dat ‘geheel' betekent (vergelijk: 'een en al', 'geheel en al'), en in samengestelde woorden ‘groot' of ‘erg'.
Het 'Aelmere' wordt voor het eerst genoemd in een heiligenleven over de Angelsaksische bisschop Bonifatius. Daar wordt vermeld dat deze Ierse bisschop in 753 vanaf de Rijn over een water genaamd 'Aelmere' richting het huidige Friesland voer. Rond 1100 wordt in een kroniek over het eiland Urk gesproken als ‘Urk in het meer Almere'.
De Rijksdienst voor de IJsselmeerpolders (RIJP) gebruikte aanvankelijk de werknaam 'Zuidweststad' voor de nieuwe stad. In 1970 werd gekozen voor de naam Almere, waarbij alternatieve namen ('IJmeerstad', 'IJdrecht', 'Nieuw Amsterdam', 'Eemmeerstad' en 'Flevostad') afvielen. De nieuwe naam werd in 1971 voor het eerst gebruikt.

## Geschiedenis
Van oorsprong waren de IJsselmeerpolders vooral, of zelfs uitsluitend, bedoeld als landbouwgrond. Na de Tweede Wereldoorlog kwam men echter tot het inzicht dat de snel groeiende bevolking van met name Amsterdam voor een deel elders gehuisvest zou moeten worden. Zo ontwierp men twee steden in de polders Oostelijk en Zuidelijk Flevoland. De stad in Oostelijk Flevoland werd Lelystad. De stad in zuidelijk Flevoland werd op de eerste schetsen nog Zuidweststad genoemd, maar kreeg in de jaren zeventig de naam Almere, naar de vroegmiddeleeuwse naam van de Zuiderzee (zie Almere (meer)).
De eerste aanzet voor de bouw van Almere werd gegeven op 30 september 1975 en de eerste woningen in Almere werden opgeleverd in november 1976. De stad werd toen nog direct bestuurd door het Openbaar Lichaam Zuidelijke IJsselmeerpolders (Z.IJ.P.), met een landdrost aan het hoofd. Het landelijk voorgeschreven bouwprogramma voor de nieuwe stad bestond voor 70 tot 80 procent uit sociale woningbouw. Als opdrachtgever en voorbereider van de woningbouw in Almere werd in 1975 de Stichting Woningbouw Almere opgericht, een onderdeel van de Rijksdienst voor de IJsselmeerpolders.
Eind 1979 werd op initiatief van landdrost Han Lammers de algemene Woningbouwvereniging Almere opgericht. Het idee was dat deze vereniging de sociale huurwoningen van de SWA in eigendom en beheer zou overnemen en de resterende bouwopgave van sociale huurwoningen in Almere voortaan voor haar rekening zou nemen. Geheel tegen de tijdgeest in volgde bijna gelijktijdig de oprichting van de christelijke woningbouwvereniging Goedestede, door gelovige Almeerders die hoopten te bevorderen dat er in Almere meer aanwas zou komen voor de nieuwe lokale protestantse kerkgemeenschap.
Per 1984 werd wat nog over was van het OL ZIJP (behalve het Markermeer) bij wet opgedeeld in de gemeenten Almere en Zeewolde. De gemeente Almere beschouwt zich als de rechtsopvolger van het Openbaar Lichaam en voert ook hetzelfde wapen. Tot 1986, de oprichting van de provincie Flevoland, nam het Ministerie van Binnenlandse Zaken de provincietaken waar.
Oorspronkelijk was Almere opgezet als een stad met meerdere kernen. Dit beleid is gedeeltelijk losgelaten. Almere Buiten en Almere Stad zijn via de wijk Tussen de Vaarten aan elkaar gegroeid. Tussen de oudste en de nieuwste woonwijken ziet men duidelijk een veranderd woningbouwbeleid terug; in de jaren zeventig was dit gericht op gelijkvormigheid en functionaliteit, in de jaren negentig werd het de trend meer exclusieve en opvallende woningen te bouwen, bijvoorbeeld in de Regenboogbuurt en Eilandenbuurt.
Het centrum van Almere Stad, het grootste stadsdeel, breidde hierna sterk uit. In 2006 werd het eerste deel van het nieuw gebouwde stadscentrum Citymall Almere opgeleverd. Het voornaamste gebouw hiervan is de Citadel, ontworpen door Pritzker Prize-winnaar Christian de Portzamparc. Begin 2007 werden de nieuwe Kunstlinie in gebruik genomen. Het opvallende pand, gelegen aan het Weerwater, werd op 8 juni 2007 officieel geopend door koningin Beatrix.
Op 3 oktober 2016 had de stad precies 200.000 inwoners.

## Geografie

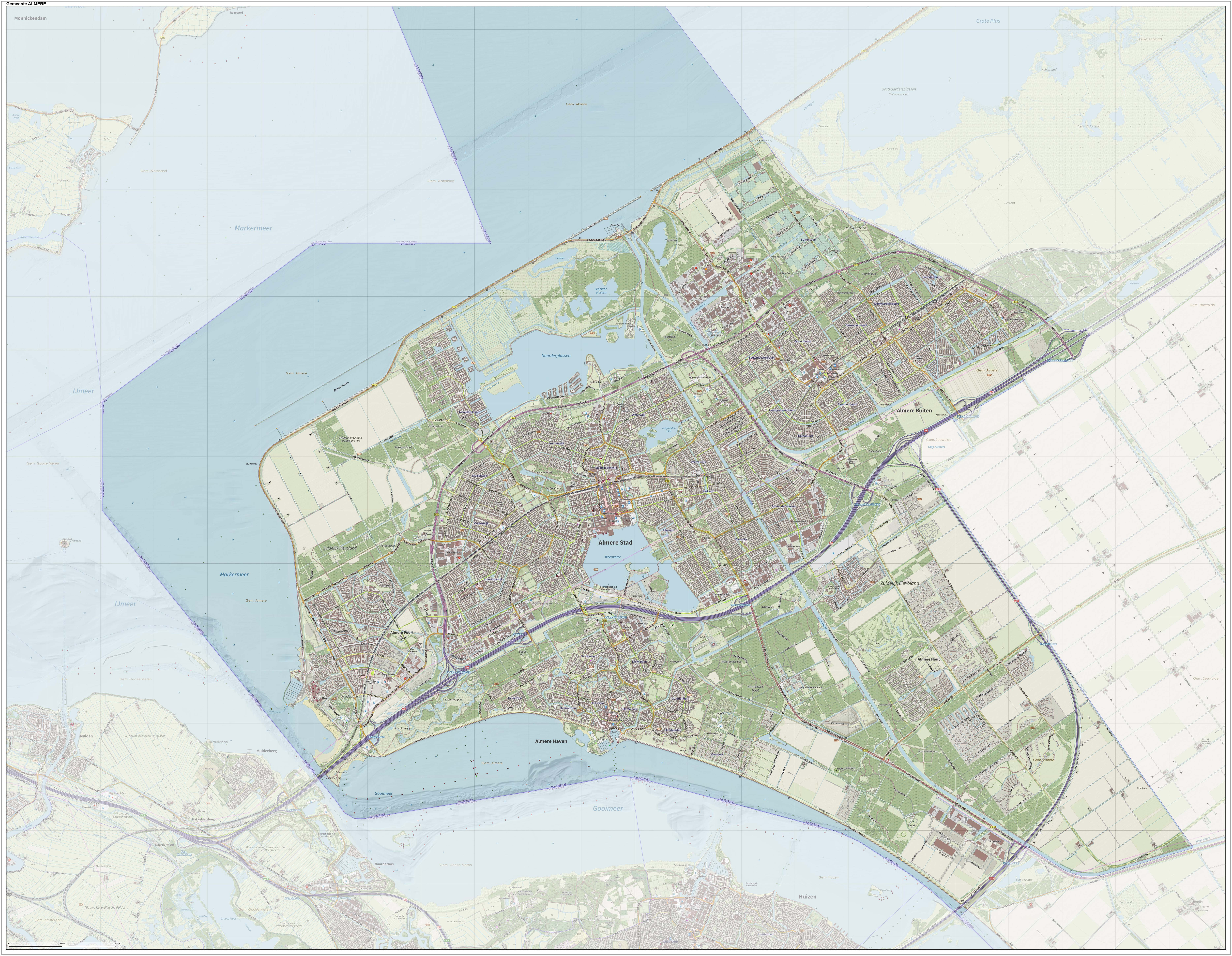
Topografische gemeentekaart van Almere, september 2022

Almere is qua inwonertal met afstand de grootste gemeente van Flevoland met 211.704 inwoners (1 januari 2020), en de achtste gemeente van Nederland, maar Lelystad is qua oppervlakte groter.
Het meest westelijke punt van Zuidelijk Flevoland en daarmee van de provincie is de Muiderhoek. De Muiderhoek ligt op het grondgebied van de gemeente Almere.

### Stadsdelen
De gemeente Almere bestaat uit de volgende stadsdelen (met aantal inwoners op 1 mei 2024):
- Almere Haven (24.523)
- Almere Stad (110.885)
- Almere Buiten (58.531)
- Almere Poort (22.473)
- Almere Hout (11.185)
- Almere Pampus (4)

## Demografie

### Bevolkingssamenstelling
Almere heeft een relatief jonge bevolking. Van de inwoners is 28 procent jonger dan 20 jaar en 8 procent is 65 jaar of ouder, tegen respectievelijk 24 en 15 procent in heel Nederland. De laatste jaren neemt het aantal jongeren echter af, en het aantal ouderen toe.
Ongeveer 19 procent van de Almeerders is in Almere geboren, 29 procent is in de regio Amsterdam geboren en 20 procent is geboren in het buitenland. De grootste etnische minderheidsgroep wordt gevormd door de Surinamers: zij zijn met 22.027 mensen vertegenwoordigd in de stad. Andere grote etnische groepen zijn Marokkanen (7.309 inwoners), Indiërs (7.000), Antillianen (4.842) en Turken (3.390). In totaal herbergt Almere 160 nationaliteiten en 187 etnische groepen.

### Ontwikkeling van het inwoneraantal
Het oorspronkelijke plan voor Almere was een stad tussen 125.000 en 250.000 inwoners. Op 29 oktober 2007 ondertekenden wethouder Adri Duivesteijn en minister Jacqueline Cramer een contract dat de basis is van de schaalsprong naar een stad van 350.000 inwoners in 2030. In de periode tussen 2010 en 2030 zullen er 60.000 woningen bijgebouwd worden. Daarmee wordt Almere, na Amsterdam, Rotterdam, Den Haag en Utrecht mogelijk de vijfde stad van Nederland qua bevolkingsomvang. Almere is over de streep gehaald omdat het rijk heeft toegezegd de wegen rond Almere en Amsterdam aan te pakken. De A1, A6, A9 en A10-Oost worden uitgebreid. Ook is het de bedoeling om de Flevospoorlijn uit te breiden naar vier sporen.
|      | stadsdeel Haven | stadsdeel Stad | stadsdeel Buiten | stadsdeel Hout | stadsdeel Poort | overig | Totaal  |
| ---- | --------------- | -------------- | ---------------- | -------------- | --------------- | ------ | ------- |
| 1970 |                 |                |                  |                |                 | 52     | 52      |
| 1975 |                 |                |                  |                |                 | 47     | 47      |
| 1980 | 6.569           |                |                  |                |                 | 63     | 6.632   |
| 1985 | 21.410          | 17.240         | 1.559            |                |                 | 88     | 40.297  |
| 1990 | 22.355          | 37.024         | 11.499           |                |                 | 209    | 71.087  |
| 1995 | 22.376          | 58.816         | 22.740           | 564            |                 | -      | 104.496 |
| 2000 | 22.237          | 83.934         | 35.290           | 1.336          |                 | -      | 142.797 |
| 2005 | 22.590          | 103.560        | 47.358           | 1.366          | 134             | -      | 175.008 |
| 2010 | 22.266          | 107.804        | 54.899           | 1.344          | 1.764           | -      | 190.767 |
| 2015 | 21.935          | 108.177        | 55.830           | 1.510          | 9.480           | -      | 196.932 |
| 2020 | 22.820          | 113.838        | 56.040           | 3.520          | 15.160          | 326    | 211.704 |

Gebieden die nog niet als wijk waren benoemd werden tot 1995 aangemerkt als "overig". Vanaf 1995 worden zij toebedeeld aan het betreffende stadsdeel, waarbij de bewoners van Almere Pampus bij Almere Stad zijn gevoegd. In 2020 is het overige gebied weer opgenomen.

#### Religie
Volgens het CBS rekende 40,3% van de bevolking van de gemeente Almere zich tot een kerkelijke gezindte of een levensbeschouwelijke groepering. De grootste religieuze groeperingen zijn de katholieken (14,5%), de moslims (7,1%), de PKN (4,2%), de hervormden (3,2%), de hindoes (2,1%), de gereformeerden (1,4%), de boeddhisten (0,5%) en de joden (0,3%). Ruim 59,7% van de bevolking is niet religieus.

## Economie

### Relatie Amsterdam - Almere
Almere is oorspronkelijk gebouwd als overloopstad voor zowel Amsterdam als het Gooi. Nog steeds wonen er veel mensen die geboren zijn in Amsterdam en in Het Gooi. Veel van de inwoners hebben een relatie met deze regio's (werk, recreatie, sociale contacten, etc.). Het gevolg is dat er een grote verkeersstroom (auto, trein) is tussen Amsterdam en Het Gooi. Zowel de autoweg als de spoorweg via de Hollandse Brug bij Muiderberg en Stichtse Brug bij Huizen zitten aan de grenzen van hun capaciteit. Daarom wordt al lange tijd gedacht aan nieuwe verbindingen, naast uitbreiding van de bestaande weg- en spoorwegcapaciteit.
Er waren in 2009 vergevorderde plannen voor een verbreding van de A6 en daarmee samenhangend een aanpassing van de A1/A9/A10. Vanwege de Schaalsprong van Almere wordt gestudeerd op verdere uitbreiding van het wegennet.
Ook wordt een sterke vergroting van de capaciteit van het openbaar vervoer nagestreefd. De verdubbeling van het aantal sporen van de Flevolijn is daarbij onvoldoende. Om minder afhankelijk te zijn van alleen de Hollandse Brug en de naastgelegen spoorbrug worden plannen gemaakt voor een brug of tunnel die mogelijk via het IJmeer loopt, de IJmeerverbinding. Het gebied tussen Amsterdam-Oost/IJburg en Almere, rondom het IJmeer, heeft in juni 2022 de commerciële werknaam Amsterdam Bay Area gekregen. Almere maakt ook onderdeel uit van de Metropoolregio Amsterdam.

### Bedrijventerreinen
- Gooisekant
- Hogekant
- Hollandsekant
- Lagekant
- Markerkant
- Veluwsekant
- Sallandsekant
- Stichtsekant
- De Steiger
- De Vaart

### Winkels en markten

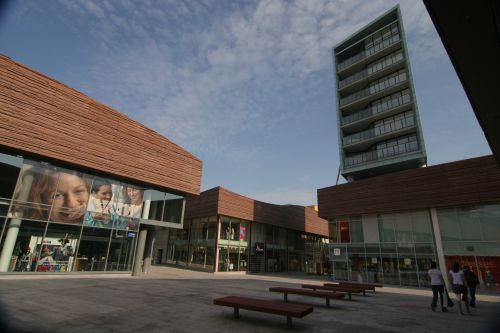
Winkelstraat in het stadscentrum

Het stadshart van Almere Stad heeft het grootste winkelgebied van Almere en is een van de grootste winkelcentra van Nederland. Ook Almere Haven en Almere Buiten hebben forse winkelgebieden. Sinds 2006 mogen winkels in heel Almere op zondagen geopend zijn. Hoewel niet alle winkels hiervan gebruikmaken, zijn veel supermarkten, bouwmarkten en tuincentra iedere zondag open, alsmede een groeiend aantal kleinere winkels in het nieuwe stadshart. Elke laatste zondag van de maand kent Almere een ‘officiële' koopzondag, waarop vrijwel alle winkels open zijn. Het centrum van Almere Stad is verkozen tot beste binnenstad van Nederland.
In de stadsdelen Stad, Haven en Buiten zijn wekelijkse markten.
| Almere Stad                                         | Almere Haven             | Almere Buiten              |
| --------------------------------------------------- | ------------------------ | -------------------------- |
| Woensdag 9:00 - 16:00 uur Zaterdag 9:00 - 16:00 uur | Vrijdag 9:00 - 14:00 uur | Donderdag 9:00 - 14:00 uur |

## Cultuur en recreatie

### Monumenten
Almere heeft een rijk archeologisch bodemarchief. Na de laatste IJstijd lag het grondgebied van de gemeente ook droog en hebben er duizenden jaren mensen in de omgeving van de rivier de Eem gewoond. Veel vindplaatsen uit vooral het Mesolithicum zijn in situ bewaard gebleven, in de stad ingepast en als ontmoetingsplaats ingericht. Daarnaast zijn er veel scheepswrakken uit de Zuiderzee-tijd in de voormalige zeebodem bewaard gebleven.
- Lijst van rijksmonumenten in Almere

Ook zijn er in Almere enkele gemeentelijke monumenten en oorlogsmonumenten, zie:
- Lijst van gemeentelijke monumenten in Almere
- Lijst van oorlogsmonumenten in Almere

### Kunst
- Lijst van beelden in Almere
- Museum De Paviljoens (van 1994 tot 2013)
- Corrosia Theater, Expo & Film met kunst aan de muren en kunst op de planken

### Bouwwerken en architectuur

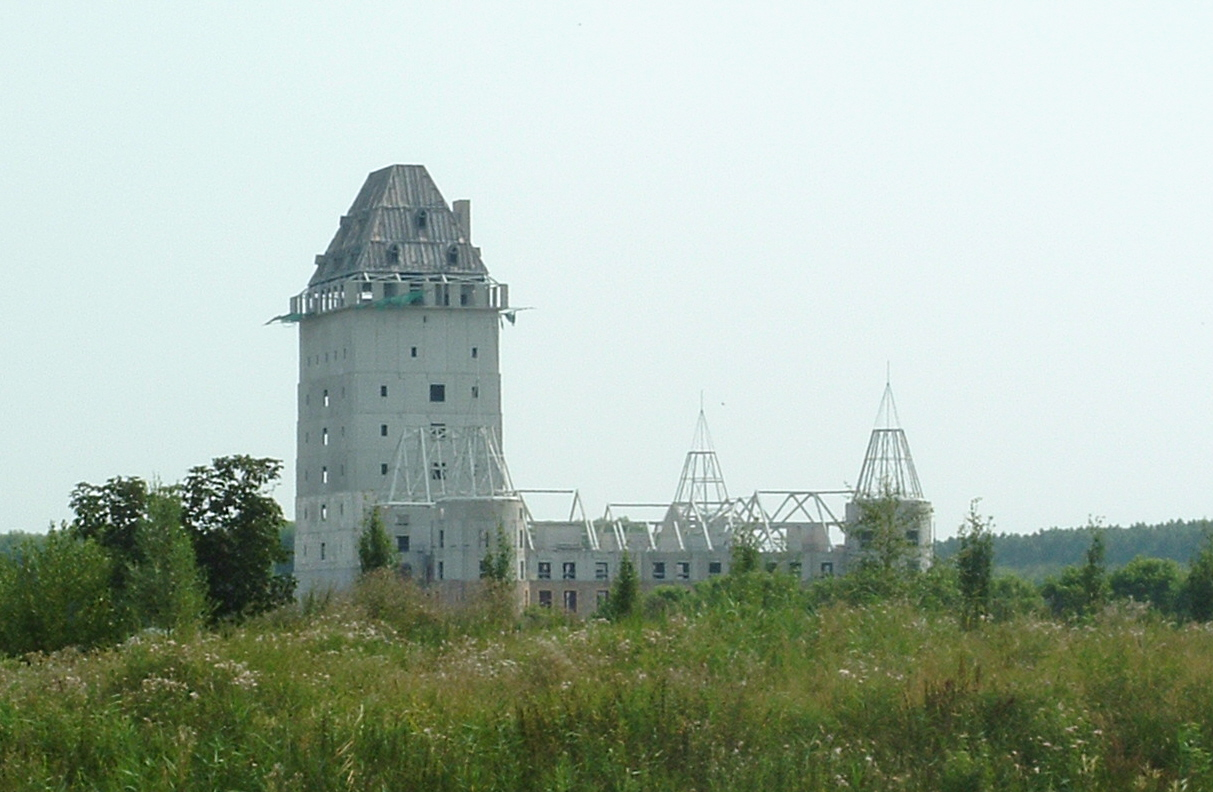
Het onvoltooide Kasteel Almere

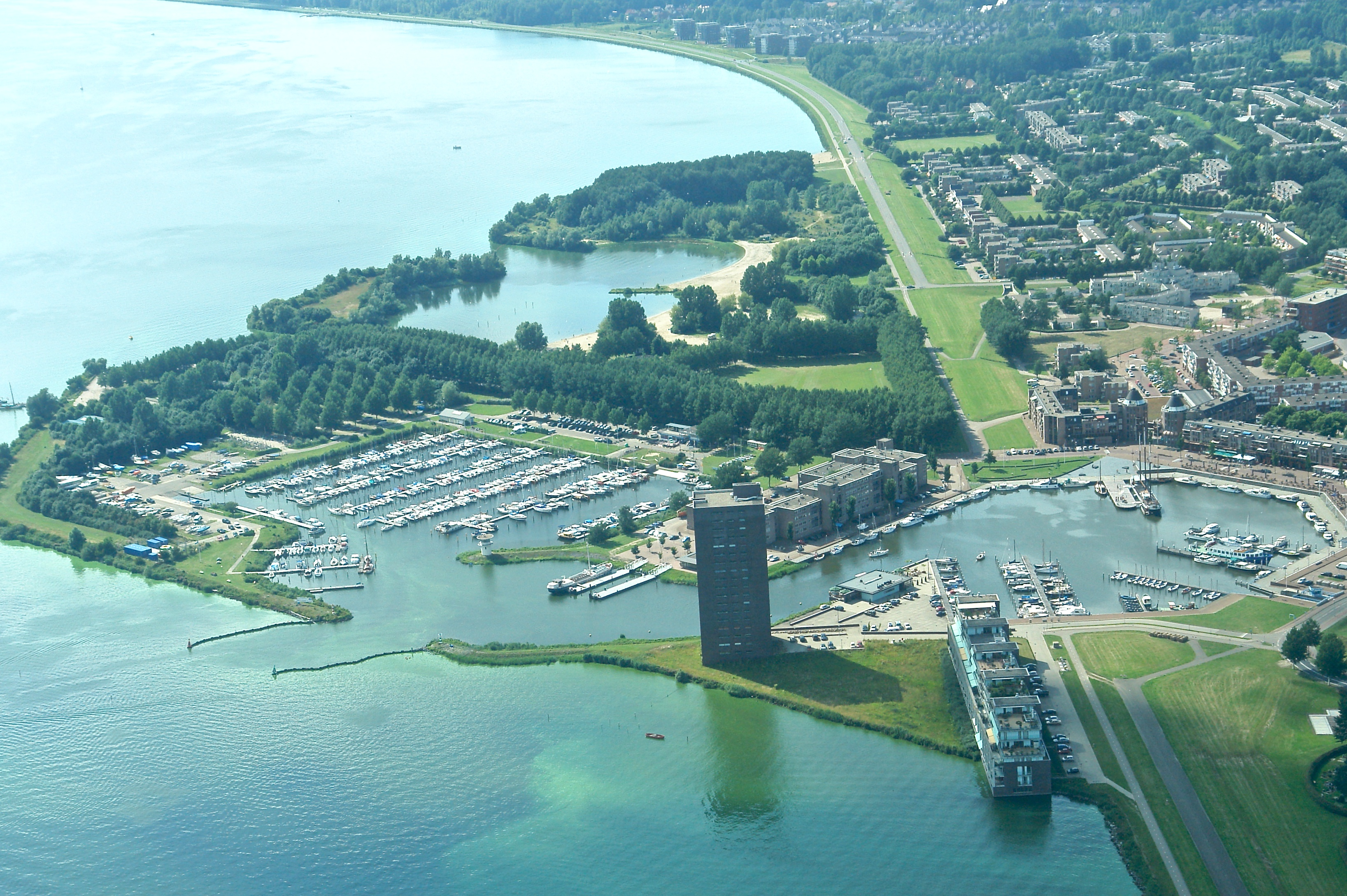
Luchtfoto van Almere Haven met Golvend Land

Almere staat bekend om de bijzondere bouwwerken en architectuur in de stad. Met name in het stadscentrum is er moderne architectuur te vinden. De gemeente investeert tevens in enkele cultuurexperimenten zoals De Fantasie, De Realiteit en De Eenvoud. In deze wijken hebben de bewoners zelf hun huis ontworpen.
Bekende of opmerkelijke bouwwerken in Almere:
Almere Stad
- Sint-Bonifatiuskerk - gebouwd in de stijl van de Bossche school
- Citadel - Winnaar Architectuurprijs Almere 2006.
- La Defense - Veelkleurig kantorencomplex.
- De nieuwe bibliotheek - Winnaar Architectuurprijs Almere 2010.
- Landgoed Hagevoort - Industrieel monument in groene setting.
- Mode Centrum Almere - 'UFO' langs rijksweg A6.
- Kunstlinie - Drijvend theater op het water.
- The Wave - Gebouw met golvende gevel aan Weerwater.

Almere Haven
- Golvend Land - Hoge woontoren met erachter kleine woontorens.
- Kasteel Almere - Een onvoltooid kasteel langs rijksweg A6.
- Schaapskooi Vroege Vogelbos - Schaapskooi met internationale architectuurprijs.

Almere Buiten
- Panoramique - Hoge woontoren in de Eilandenbuurt.
- Rooie Donders - Woontorens in de Regenboogbuurt.
- Towerhouses - Gele rondvormige huizen in de Regenboogbuurt.

### Film, theater en muziek

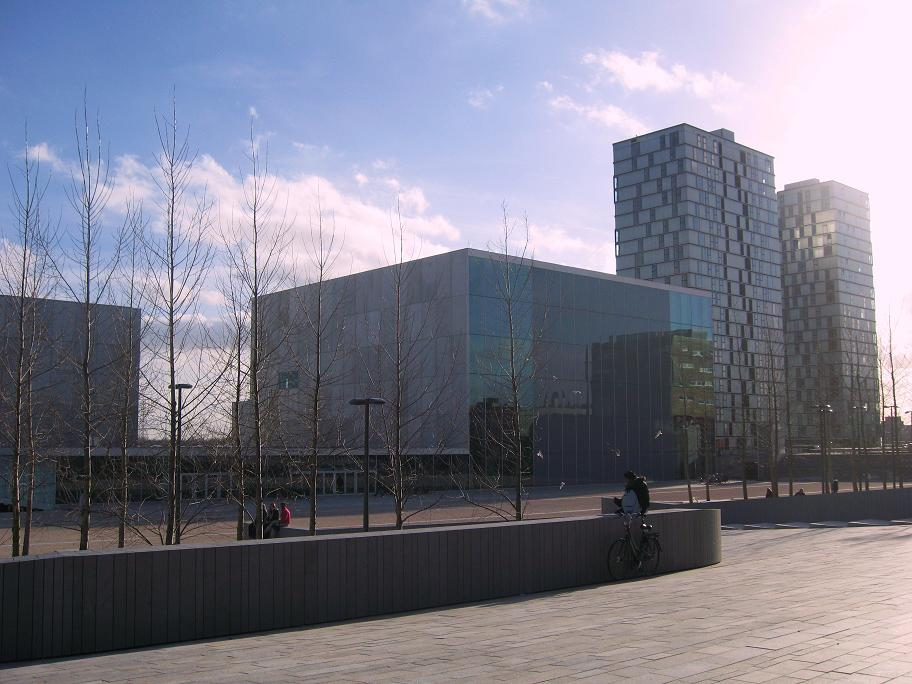
Schouwburg Almere

Almere beschikt over bioscoop Kinepolis en filmhuis 'Het Nieuwe Filmhuis' in 'De nieuwe bibliotheek'.
Er zijn vier theaters. Kunstlinie in het stadscentrum, Corrosia Theater, Expo & Film is gevestigd in het gebouw Corrosia in Almere Haven, Theatergezelschap Vis à Vis bevindt zich in Almere Poort aan het Almeerderstrand en De Glasbak in stadsdeel Almere Stad, die behalve amateur-producties ook experimenteel theater programmeert.
Almere heeft sinds 2007 een poppodium: de Meester.

### Almere Verhalen
In 2009 ontstond in Almere het idee om bekende schrijvers een verhaal over de stad te laten schrijven. Het is opgenomen in de Cultuurnota: Almere, stad met verbeelding. De auteurs kwamen in Almere wonen met een vrije opdracht aldaar te schrijven over hun nieuwe woonplaats.
- Stephan Sanders: Iets meer dan een seizoen (2013)
- Renate Dorrestein: Weerwater (roman) (2015)
- Redmond O'Hanlon: De Groene Stad (2018)

### Evenementen
Binnen de grenzen van de gemeente Almere worden enkele grootschalige evenementen georganiseerd.
- Bevrijdingsfestival Flevoland
- Challenge Almere-Amsterdam
- Almere City Run
- Strandfestival ZAND
- Lichtkunstfestival Alluminous

Voor de Floriade 2022 werd in september 2011 de kandidatuur opengesteld, waarop zeven kandidaten zich aanmeldden: de regio Rivierengebied, de regio Noord-Holland-Noord, de gemeente Almere, de gemeente Amsterdam, de regio Boskoop, de gemeente Groningen en de Coöperatie Flevoland 2022 uit Lelystad. De Nederlandse Tuinbouwraad besloot na een eerste selectieronde om aan vier kandidaten te vragen een bidbook te maken waarin de plannen verder worden uitgewerkt. De vier kandidaten voor de Floriade 2022 waren de gemeente Almere, de gemeente Amsterdam, de regio Boskoop en de gemeente Groningen. In september 2012 maakte de Tuinbouwraad bekend dat de Floriade 2022 in Almere gehouden wordt.
De kandidatuur van Almere voor de Floriade 2022 is ontstaan vanuit het burgerinitiatief "Almere Vandaag" en geeft invulling aan het motto "Mensen maken de stad", waarnaar verwezen wordt in de "Almere Principles".
De lening die de gemeente voor het evenement beschikbaar stelde was in april 2022 al opgelopen van 30 tot 54 miljoen euro. In februari 2022 bleek dat de organisatie 7,1 miljoen euro extra nodig had en in de brief die het college aan de raad schreef, staat dat de Floriade op 14 juli 2022 nog een extra lening van 5,2 miljoen kreeg uit het reservepotje. Maar op 23 juni 2022 bleek het nog minstens 33,8 miljoen euro extra te kosten om tot aan de geplande datum in oktober 2022 open te kunnen blijven.

### Natuur- en recreatiegebieden

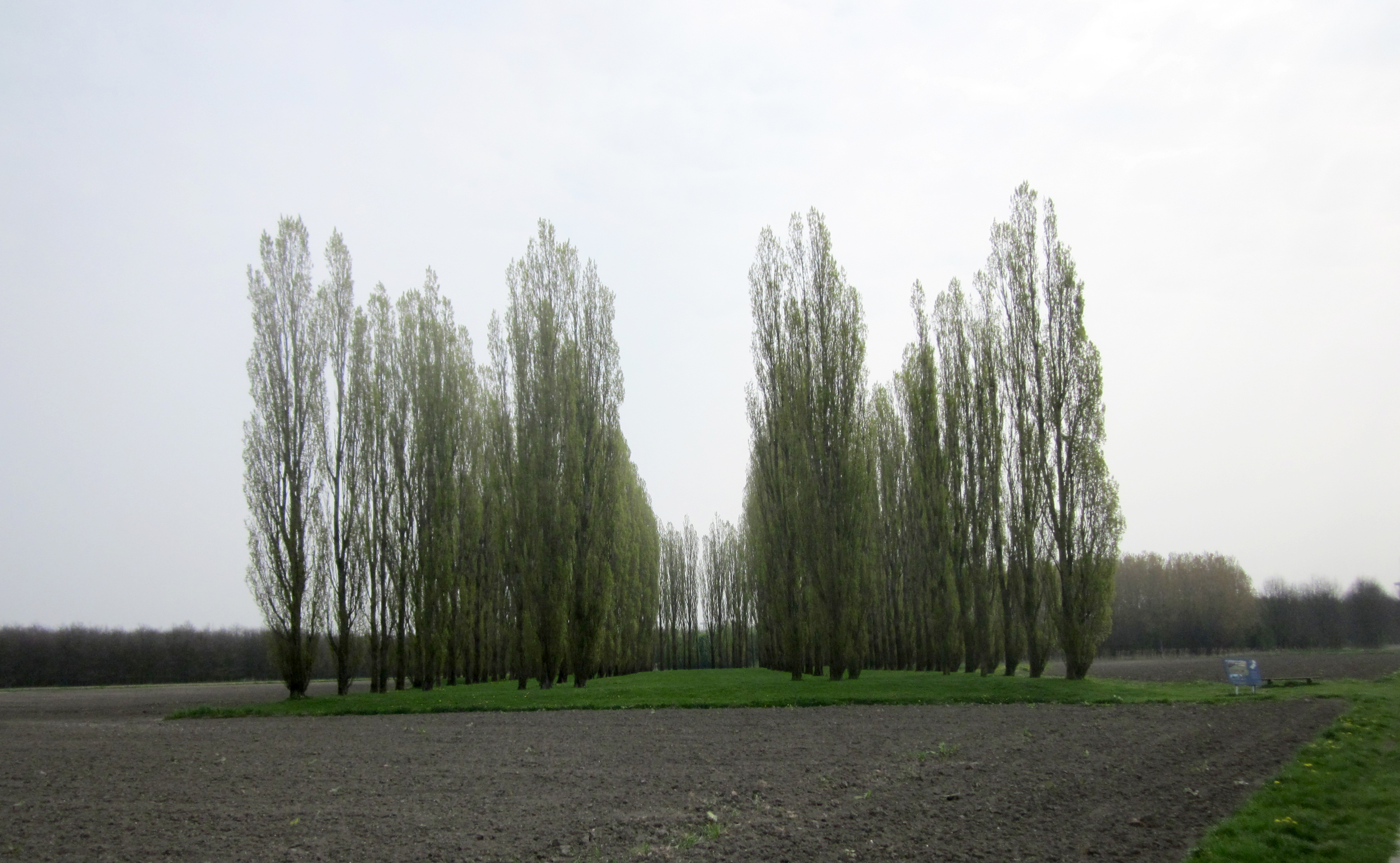
De Groene Kathedraal door Marinus Boezem

Almere heeft diverse natuur- en recreatiegebieden, waaronder:
- Almeerderstrand
- Boswachterij Almeerderhout
  - Cirkelbos / Museumbos
- Kotterbos (op grondgebied van Lelystad)
- Kromslootpark
- Lepelaarplassen (deel van Nationaal Park Nieuw Land)
- Leeghwaterplas
- Oostvaardersbos
- Oostvaardersplassen
- OostvaardersWold (gepland)
- Pampushout
- Stadslandgoed de Kemphaan
- Vroege Vogelbos
- Weerwater
- Zilverstrand

### Sport
De sportvelden van Almere liggen verspreid over zeven sportparken. Er zijn acht tennisaccommodaties, drie overdekte zwembaden, zes sporthallen en elf sportzalen. In Almere vinden diverse sportevenementen plaats, zoals de Holland Triathlon. In het Topsportcentrum Almere vinden regelmatig sportwedstrijden op het hoogste niveau plaats.
Ook wordt er topsport in Almere beoefend. Zo komt het eerste team van de Almeerse Hockey Club uit in de Hoofdklasse. Vanaf 2005 speelde de voetbalclub Almere City FC in de Eerste Divisie, waarna het in 2023 via de play-offs voor het eerst wist te promoveren naar de Eredivisie. Daarnaast doen de Almeerse soft- en honkbalclub BSC Almere, de Almeerse badmintonvereniging en Squash Almere mee op het hoogste niveau in Nederland. De Almeerse amateurvoetbalclubs die op het hoogste niveau spelen zijn ASC Waterwijk en FC Almere. Volleybalclub VC Allvo speelde voorheen op het hoogste amateurniveau, maar is tegenwoordig actief op het tweede niveau. Ook basketbalclub Almere Pioneers speelde een aantal seizoenen op het hoogste amateurniveau, maar speelt inmiddels lager.

## Verkeer en vervoer

### Wegverkeer

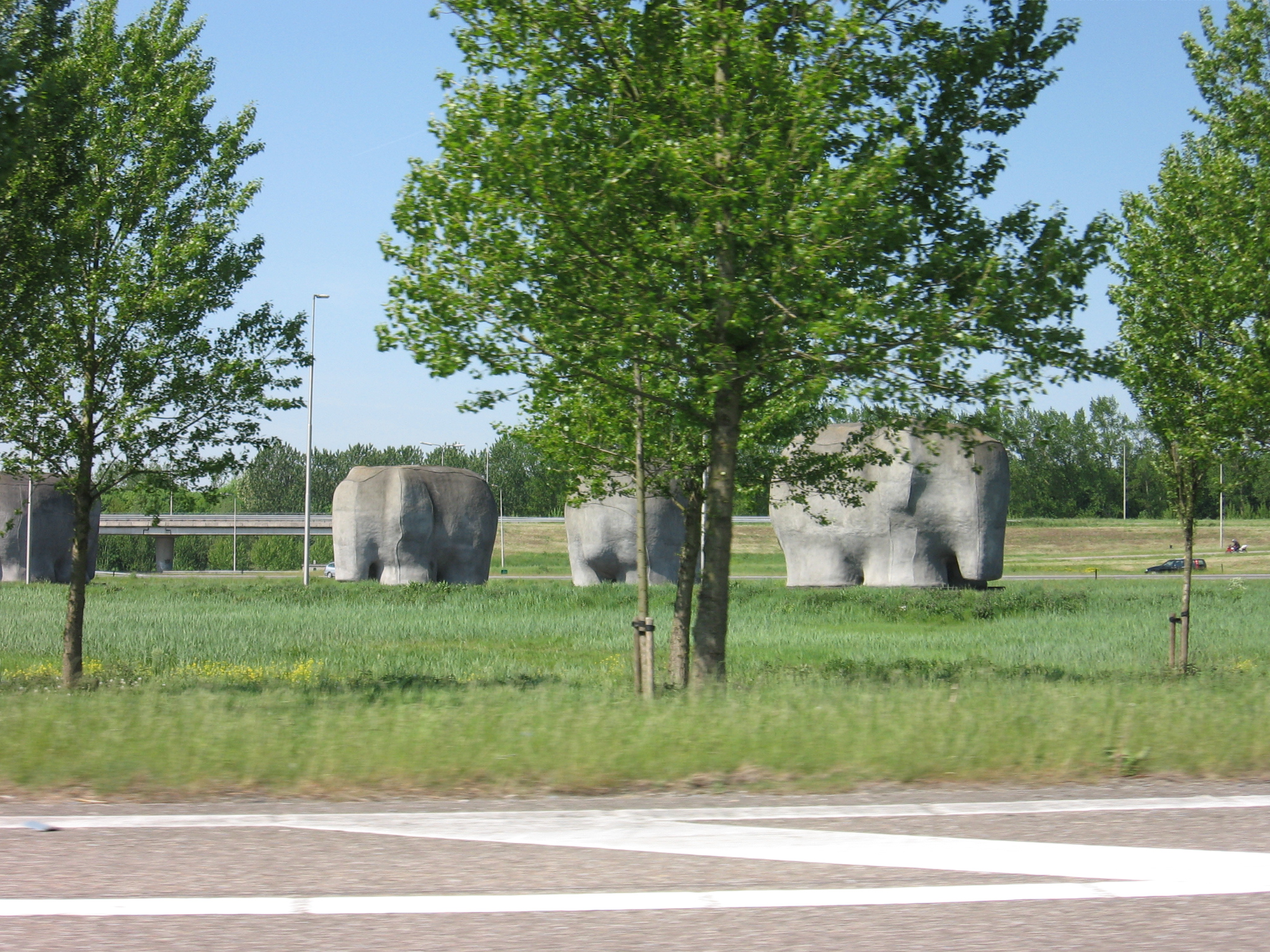
Olifanten van Almere bij knooppunt Almere

In de omgeving van Almere liggen de volgende grote rijks- en provinciale wegen:
- Muiderberg - Almere - A27 - Emmeloord - Joure
- Sint-Annabosch - Hooipolder - Gorinchem - Everdingen - Lunetten - Rijnsweerd - Eemnes - Almere
- Almere - A27 - Zeewolde - Biddinghuizen - Dronten
- A6 Almere Stad-West - Hogering - N702 - A6 Almere Buiten

De infrastructuur binnen Almere kenmerkt zich door gescheiden infrastructuur voor fiets, auto en bus (volledig vrijliggende fietspaden en busbanennetwerk).

### Spoorwegen

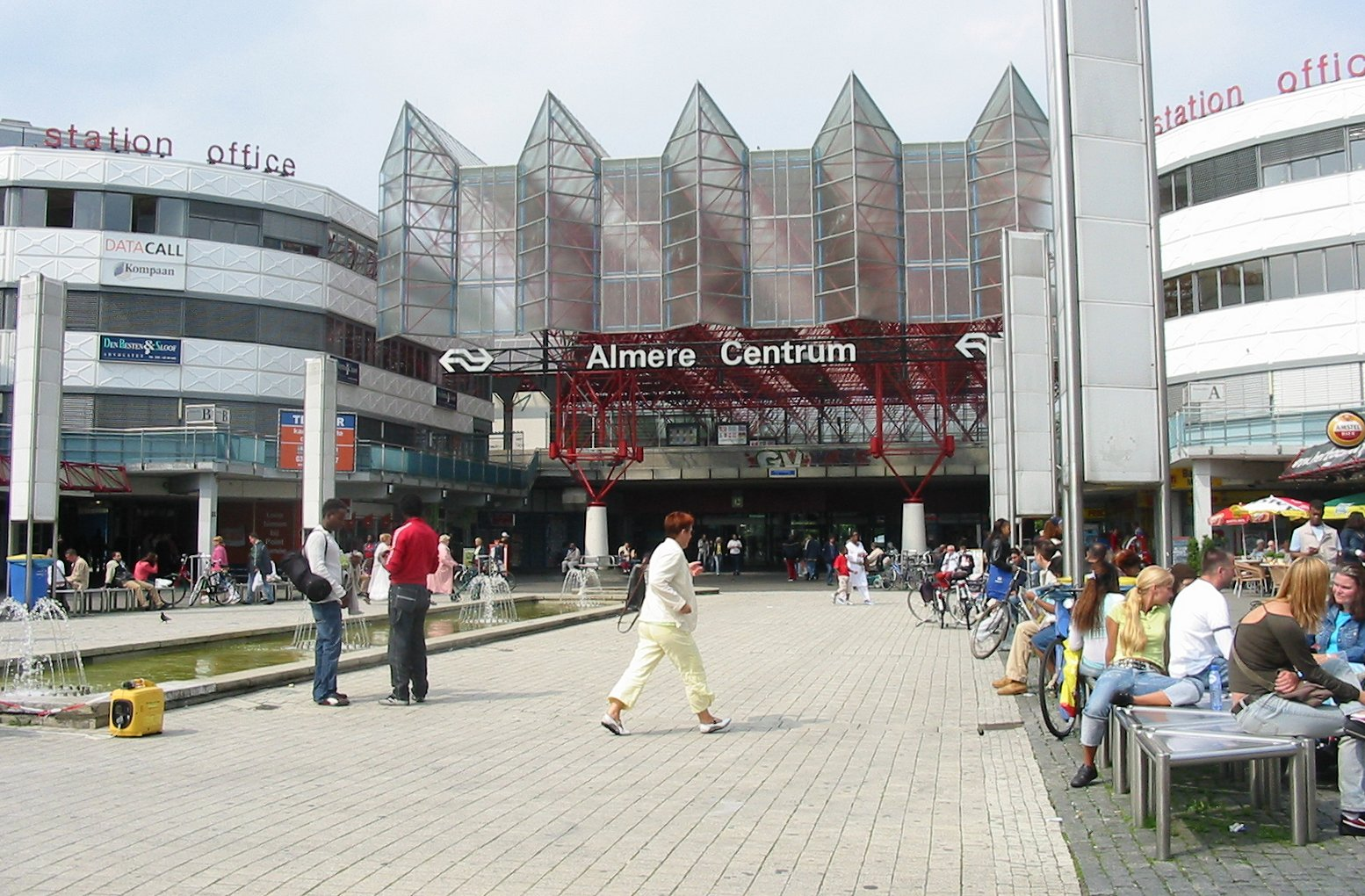
Station Almere Centrum

In 1987 is Almere aangesloten op het landelijke spoorwegnet via de in 1988 voltooide spoorlijn Weesp - Lelystad (de Flevolijn), die sinds 2012 doorloopt tot Zwolle (de Hanzelijn). Almere heeft zes stations: Almere Poort, Almere Muziekwijk, Almere Centrum, Almere Parkwijk, Almere Buiten en Almere Oostvaarders. Tot de opening van station Almere Poort in 2012 bestond er nog de halte Almere Strand. Dit station werd alleen gebruikt voor evenementen op het Almeerderstrand.
Vanaf station Almere Centrum rijden intercity's en sprinters in de richtingen Amsterdam, Utrecht, Schiphol, Den Haag, Lelystad, Zwolle, Groningen en Leeuwarden.

### Stads- en streekvervoer

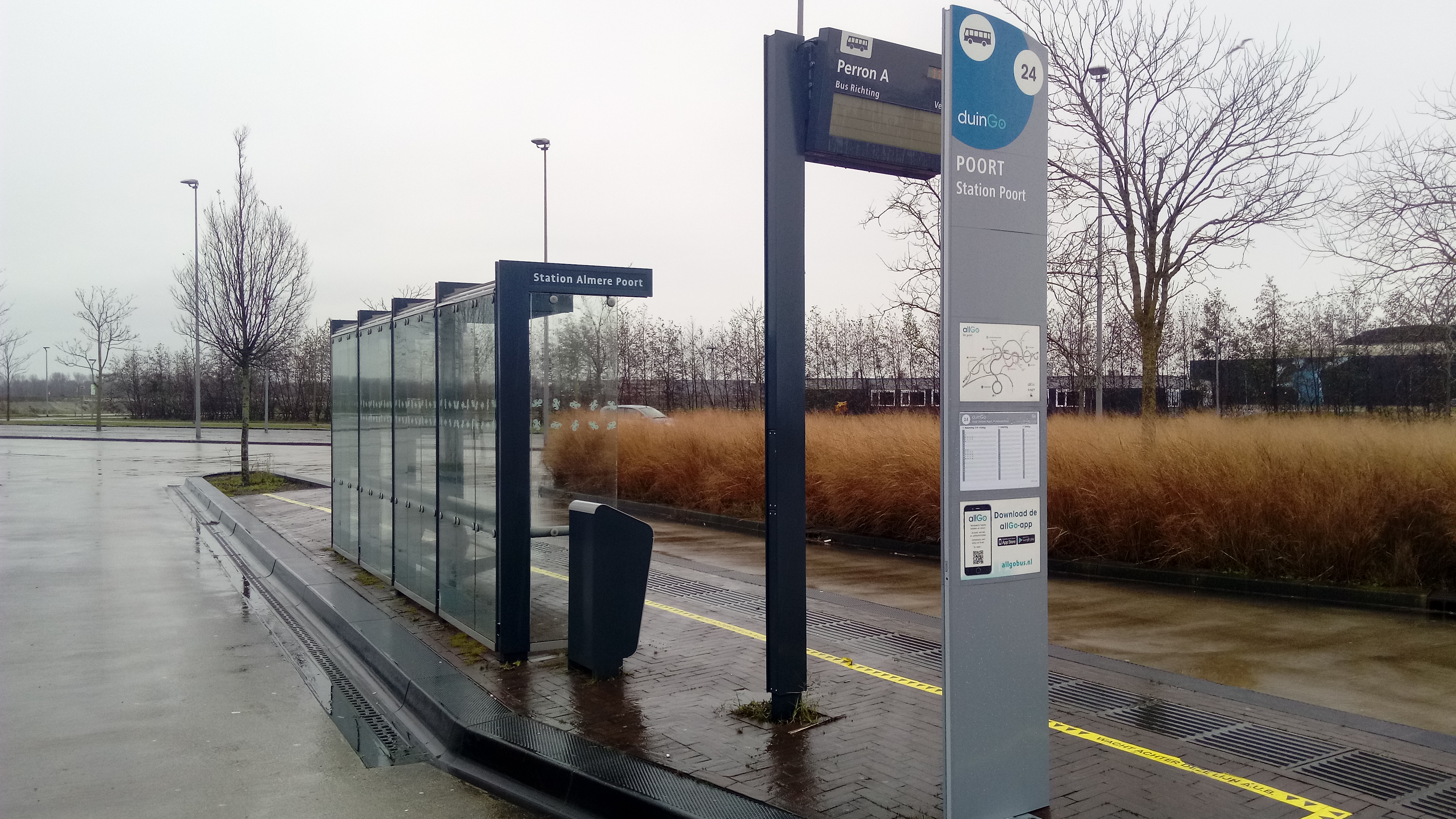
Bushalte in Almere.

Het busvervoer in Almere wordt verzorgd door vervoersbedrijf Keolis Nederland en bestaat uit vervoer met stads- en streekbussen.
Het stadsbusnetwerk met als merknaam allGo heeft acht metrobuslijnen en twee nachtbuslijnen (nightGo). Onder het R-net rijden vier streeklijnen. Dit vormt het een netwerk voor hoogwaardig openbaar vervoer. Verder rijden er twee andere streeklijnen, een lijn van en naar industrieterrein De Vaart (flexiGo, lijn 22), een lijn naar de nieuwbouwwijk Duin (duinGo, lijn 24) en een buurtbus binnen Almere Hout (lijn 28).

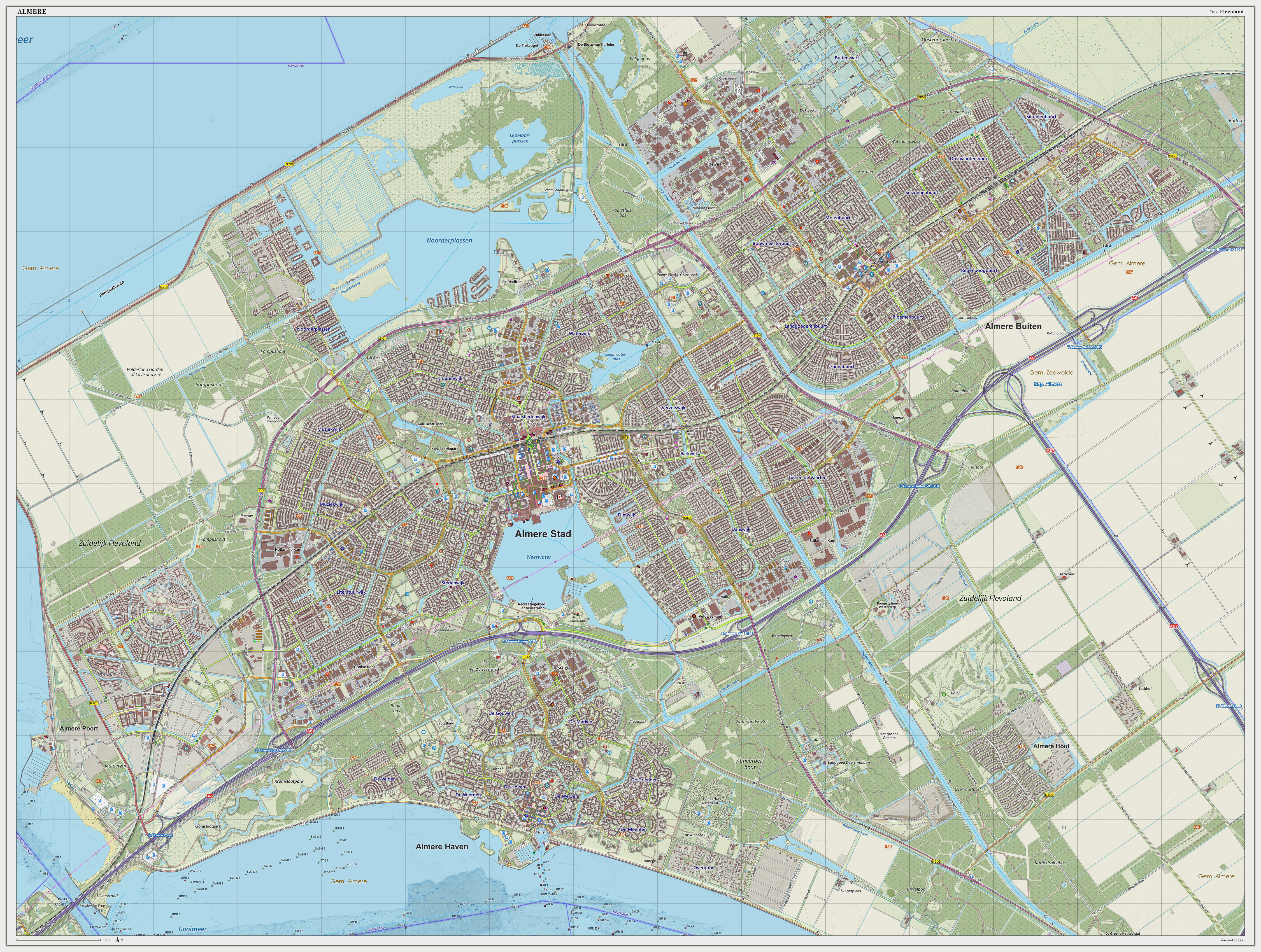
Infrastructuur van Almere, met wegen uit de Open Street Map, maart 2014

## Aangrenzende gemeenten
| Aangrenzende gemeenten                         | Aangrenzende gemeenten | Aangrenzende gemeenten                   | Aangrenzende gemeenten | Aangrenzende gemeenten   |
| ---------------------------------------------- | ---------------------- | ---------------------------------------- | ---------------------- | ------------------------ |
| Edam-Volendam (NH) Waterland (NH) (Markermeer) |                        | Hoorn (NH) (Markermeer)                  |                        | Lelystad                 |
|                                                |                        |                                          |                        |                          |
| Amsterdam (NH) (IJmeer)                        | Zeewolde               |                                          |                        |                          |
|                                                |                        |                                          |                        |                          |
|                                                |                        | Gooise Meren (NH) Huizen (NH) (Gooimeer) |                        | Blaricum (NH) (Gooimeer) |

## Politiek en bestuur

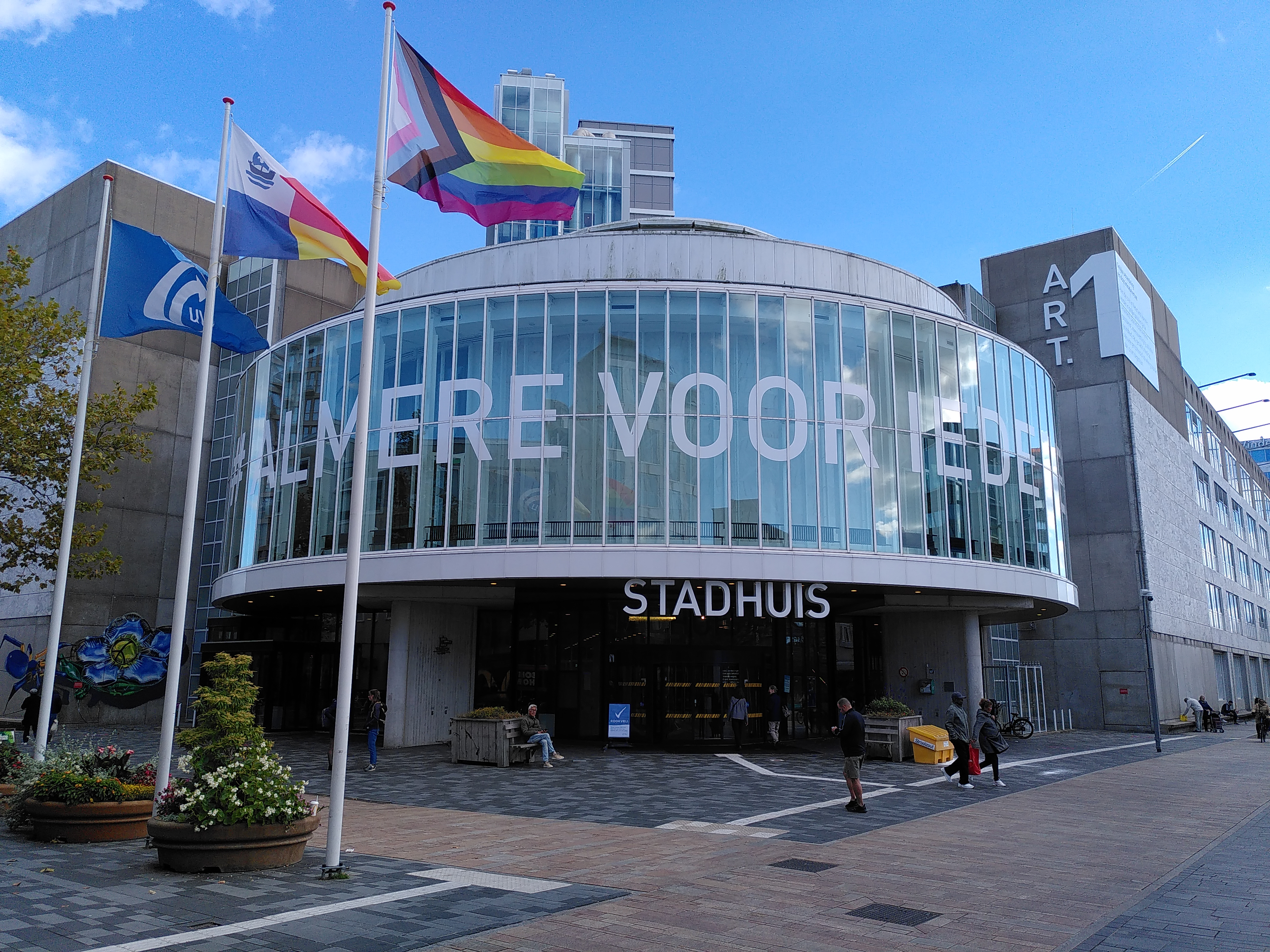
Het stadhuis van Almere, gelegen aan het Stadhuisplein.

### College van burgemeester en wethouders

#### Burgemeesters
Sinds 8 maart 2023 is Hein van der Loo burgemeester van Almere.

#### Wethouders
Vanaf 2014 bestond het college uit D66, VVD, PvdA, Leefbaar Almere en CDA. Wethouders waren René Peeters (D66), Mark Pol (VVD), Henk Mulder (PvdA), Frits Huis (Leefbaar Almere) en Froukje de Jonge (CDA). Mulder trad in september 2015 wegens privé-omstandigheden terug en werd opgevolgd door de voormalig Amsterdamse wethouder Tjeerd Herrema.
Na de gemeenteraadsverkiezingen van 2018 werd het college gevormd door VVD, PvdA, D66, GroenLinks en ChristenUnie. Kort na de vorming van een nieuw college werd PvdA-wethouder Herrema door een journalist van Almere Deze Week beschuldigd van seksuele intimidatie en onbetamelijke gedrag. Herrema trad af toen de coalitiepartijen vervolgens het vertrouwen in hem opzegden. De klacht werd later door de gemeentelijke ombudsman ongegrond verklaard. Toen in november 2019 druk werd uitgeoefend op de PvdA om de afgetreden wethouder Loes Ypma niet te vervangen, besloot deze partij ook haar andere wethouder (Jerzy Soetekouw) terug te trekken. In februari 2020 werd het college uitgebreid met CDA'er Froukje de Jonge.
Op 23 juni 2022 boden alle wethouders hun ontslag aan nadat duidelijk werd dat de Floriade 2022 fors minder bezoekers zou gaan trekken en daarmee zeer verliesgevend gaat worden voor Almere. De onderhandelingen voor een nieuw college na de gemeenteraadsverkiezingen van 2022 waren op dat moment al in een afrondende fase. Op 14 juli 2022 werd een nieuw college geïnstalleerd, dat bestaat uit zeven partijen: VVD, D66, SP, Partij voor de Dieren, Leefbaar Almere, CU en CDA. De drie weken eerder afgetreden wethouders Julius Lindenbergh (VVD), Maaike Veeningen (D66), Roelie Bosch (ChristenUnie) en Froukje de Jonge (CDA) keerden terug in het college. Als nieuwe wethouders werden Alexander Sprong (SP), Jesse Luijendijk (Partij voor de Dieren) en Kees Ahles (Leefbaar Almere) beëdigd.
In 2024 vertrokken kort na elkaar de wethouders Bosch van de CU (wegens jeugdzorg-problematiek) en Lindenbergh van de VVD (wegens onenigheid over noodzakelijke bezuinigingen). Onder leiding van formateur Peter den Oudsten gingen de overgebleven partijen in onderhandeling met PvdA en GroenLinks over de vorming van een nieuwe coalitie.
Op 30 mei zijn Paul Tang (PvdA) en Micha Mos (GL) als de twee nieuwe wethouders benoemd.

### Raad
Voor de oprichting van de gemeente Almere in 1984, waren er twee voorgangers van de gemeenteraad: in 1977 de adviescommissie, en van 1978 tot en met 1983 de adviesraad.

#### Adviescommissie
Op 11 maart 1977 werd voor het eerst voor een bestuurlijke vertegenwoordiging van Almere gestemd; de adviescommissie, bestaande uit vijf personen die op persoonlijke titel waren gekozen. Iedere stemgerechtigde kon vijf van de elf kandidaten kiezen. Een kandidaat was verkozen als diegene de helft plus één stemmen had verkregen.
Vanwege de snelle groei van Almere, werden er op 26 augustus en 9 december van dat jaar twee leden bij gekozen, waardoor het ledental van de commissie uitkwam op negen.

#### Adviesraad
Vanaf 1978 kende Almere een eigen adviesraad. Voor die tijd had het gehele Openbaar Lichaam Zuidelijke IJsselmeerpolders, waar toen ook Lelystad deel van uitmaakte, één enkele adviesraad. De raad werd gekozen voor een zittingsperiode van twee jaar (1978-1980, 1980-1982 en 1982-1983). Deze adviesraad bestond, net als een gemeenteraad, uit politieke partijen.
| Partij | Partij                 | 1978 | 1980 | 1982 |
| ------ | ---------------------- | ---- | ---- | ---- |
|        | PvdA                   | 7    | 6    | 7    |
|        | VVD                    |      | 3    | 5    |
|        | CDA                    | 2    | 3    | 3    |
|        | D'66                   |      | 5    | 2    |
|        | CPN                    | 1    | 2    | 2    |
|        | PPR/PSP                |      |      | 2    |
|        | Algemene Partij Almere | 3    |      |      |
| Totaal | Totaal                 | 13   | 19   | 21   |

#### Gemeenteraad
De installatie van de eerste gemeenteraad van Almere vond plaats op 2 januari 1984, in aanwezigheid van onder andere de toenmalige minister van Binnenlandse Zaken Koos Rietkerk. De verkiezingen hiervoor vonden plaats op 21 september 1983. De verkiezingen kregen onder andere veel aandacht vanwege deelname van de Centrumpartij. De partij behaalde twee zetels, waardoor Almere de eerste gemeenteraad werd waarin de CP vertegenwoordigd was.
De raad van Almere telde in 1984 23 zetels en ging daarna met het inwonertal van Almere gestaag omhoog naar 39 zetels in 1998. Vanwege de toename van het aantal inwoners tot boven de 200.000 werd het aantal zetels in 2018 vergroot naar 45.
| Partij | Partij                                             | 1983 | 1986 | 1990  | 1994  | 1998 | 2002 | 2006 | 2010 | 2014 | 2018 | 2022 |
| ------ | -------------------------------------------------- | ---- | ---- | ----- | ----- | ---- | ---- | ---- | ---- | ---- | ---- | ---- |
|        | VVD                                                | 5    | 5    | 7     | 10    | 12   | 8    | 7    | 7    | 5    | 8    | 6    |
|        | PVV                                                |      |      |       |       |      |      |      | 9    | 9    | 6    | 5    |
|        | PvdA                                               | 10   | 14   | 9     | 6     | 9    | 7    | 12   | 8    | 5    | 7    | 4    |
|        | D66                                                | 1    | 2    | 7     | 10    | 5    | 2    | 1    | 3    | 6    | 5    | 4    |
|        | SP                                                 |      |      |       |       |      |      | 4    | 2    | 4    | 3    | 4    |
|        | PvdD                                               |      |      |       |       |      |      |      |      |      | 3    | 3    |
|        | GroenLinks                                         |      |      | 3     | 4     | 4    | 4    | 3    | 3    | 2    | 4    | 3    |
|        | Leefbaar Almere                                    |      |      |       |       |      | 9    | 4    | 3    | 4    | 3    | 3    |
|        | BIJ1                                               |      |      |       |       |      |      |      |      |      |      | 2    |
|        | ChristenUnie (tot 2002: GPV/RPF/SGP)               |      |      |       |       | 1    | 1    | 2    | 1    | 1    | 2    | 2    |
|        | 50PLUS                                             |      |      |       |       |      |      |      |      |      |      | 2    |
|        | FVD                                                |      |      |       |       |      |      |      |      |      |      | 2    |
|        | CDA                                                | 2    | 3    | 4     | 3     | 3    | 4    | 3    | 2    | 2    | 2    | 2    |
|        | DENK                                               |      |      |       |       |      |      |      |      |      |      | 1    |
|        | Almere Partij/OPA (tot 2013: Almere Partij)        |      | 1    | 2     | 2     | 3    | 2    | 2    |      | 1    | 1    | 1    |
|        | Respect Almere                                     |      |      |       |       |      |      |      |      |      | 1    | 1    |
|        | Trots op Nederland                                 |      |      |       |       |      |      |      | 1    |      |      |      |
|        | Verenigde Senioren Partij (tot 2002: AOV/Unie 55+) |      |      |       |       | 1    | 1    | 1    |      |      |      |      |
|        | Stadspartij Almere                                 |      |      |       | [ t ] | 1    | 1    |      |      |      |      |      |
|        | Centrumdemocraten                                  |      |      |       | 2     |      |      |      |      |      |      |      |
|        | Centrumpartij (vanaf 1986: CP'86)                  | 2    | 1    | 1     |       |      |      |      |      |      |      |      |
|        | CPN                                                | 1    | 1    | [ k ] |       |      |      |      |      |      |      |      |
|        | Stap '84                                           | 1    |      |       |       |      |      |      |      |      |      |      |
|        | PPR/PSP                                            | 1    |      | [ k ] |       |      |      |      |      |      |      |      |
| Totaal | Totaal                                             | 23   | 27   | 33    | 37    | 39   | 39   | 39   | 39   | 39   | 45   | 45   |

### Stedenbanden
Almere heeft een officieel jumelage met de Deense stad Aalborg. Er zijn tevens vriendschappelijke banden met:
- Aalborg (Denemarken)
- Shenzhen (China)
- České Budějovice (Tsjechië)
- Haapsalu (Estland)
- Kumasi (Ghana) (1996-2018)[76]
- Lancaster (Verenigd Koninkrijk)
- Milton Keynes (Verenigd Koninkrijk)
- Rendsburg (Duitsland)
- Växjö (Zweden)
- Dmitrov (Rusland)

Milton Keynes is net als Almere een geplande stad.

## Onderwijs
Hieronder staat per soort onderwijs welke scholen zich bevinden in Almere. Indien een school meerdere vestigingen heeft, wordt alleen de hoofdvestiging genoemd.
Scholen voor voortgezet onderwijs:
| - Arte College - De Meergronden - Echnaton - Buitenhout College - Aeres VMBO (voorheen groenhorst) - Het Baken |  | - International School Almere - Montessori Lyceum Flevoland - Nautilus College (speciaal onderwijs) - Oostvaarders College - Helen Parkhurst |

Scholen voor middelbaar beroepsonderwijs:
- Groenhorst
- ROC TOP
- ROC Flevoland

Voor hoger beroepsonderwijs zijn er in Almere de volgende scholen:
- Aeres Hogeschool
- Windesheim in Almere

### Basisonderwijs
In 2025 telt Almere in totaal 81 basisscholen. Dagelijks gaan er ruim 21.500 leerlingen naar de basisschool. Het onderwijsaanbod bestaat uit grotendeels openbare basisscholen, daarnaast rooms-katholieke, protestants-christelijke en algemeen bijzondere scholen.
Naast regulier onderwijs onderwijs is het mogelijk om te kiezen uit een specifiek onderwijsconcept zoals: dalton-, montessori- en vrijeschoolonderwijs en ontwikkelingsgericht onderwijs.